# Album al numero uno nella Billboard 200 nel 2005

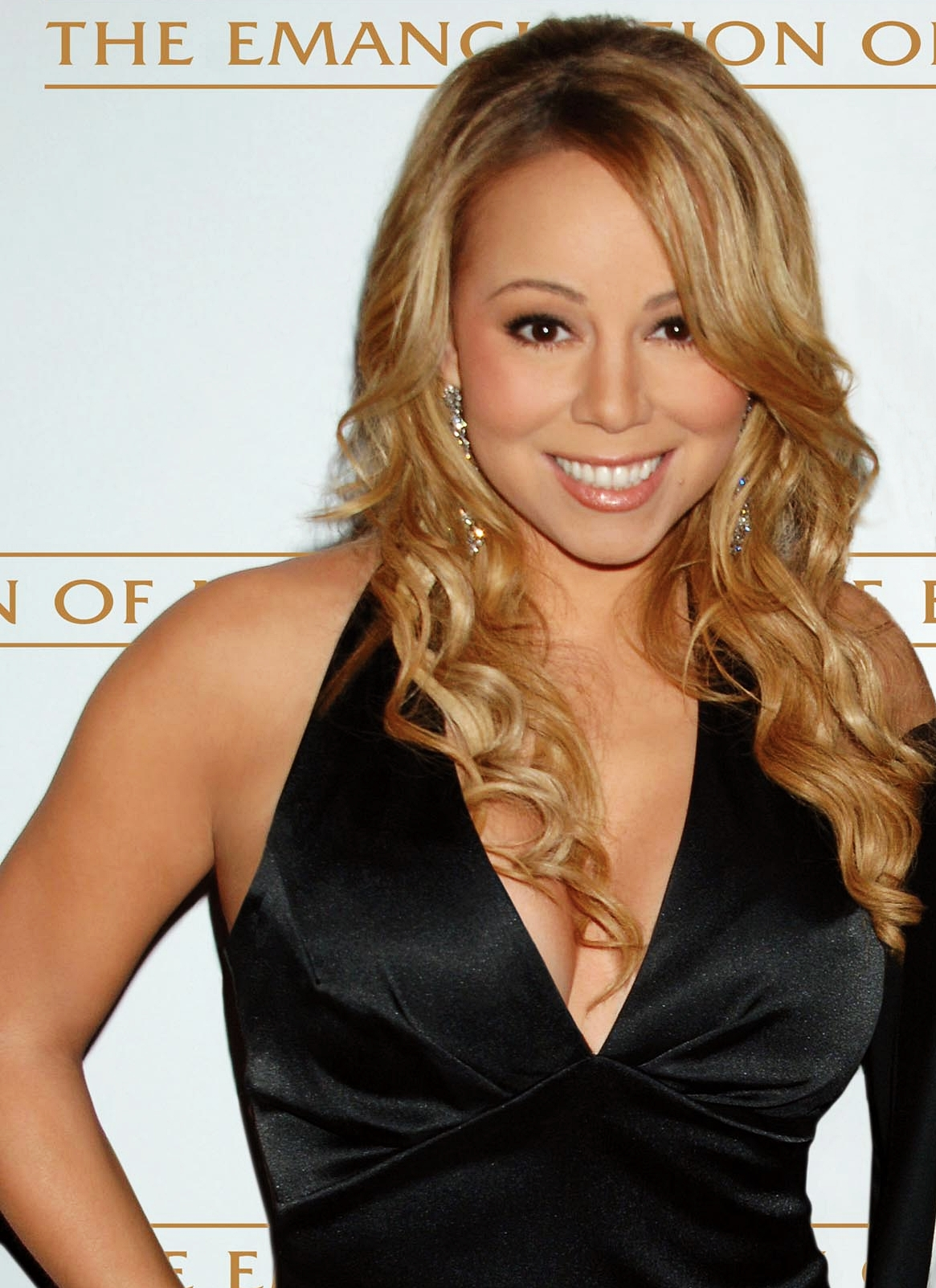
The Emancipation of Mimi, decimo album della cantante americana Mariah Carey, è stato l'album più venduto del 2005 con 4.866 milioni di copie.

Di seguito è proposta la lista degli album al numero uno nella Billboard 200 nel 2005. La Billboard 200, pubblicata dalla rivista Billboard, è una classifica settimanale che considera i 200 album e EP più venduti negli Stati Uniti. I dati sono raccolti e compilati dalla Nielsen SoundScan prendendo in considerazione le vendite fisiche degli album accumulate settimanalmente.
The Emancipation of Mimi, della cantante statunitense Mariah Carey, ha venduto il maggior numero di copie negli Stati Uniti, con poco meno di 5 milioni di copie vendute alla fine del 2005. The Emancipation of Mimi è il primo album della Carey a raggiungere la vetta della Billboard 200 sin dal 1997 con Butterfly.
The Massacre, il settimo album in studio del rapper 50 Cent, ha venduto 4.834 milioni di copie nel 2005 e, per via di uno scarto di sole 32.000 copie in meno rispetto a The Emancipation of Mimi, è stato il secondo album più venduto dell'anno. L'album ha passato sei settimane in vetta alla Billboard 200, diventando l'album con la più lunga permanenza alla prima posizione del 2005. Inoltre, l'album ha venduto 1.14 milioni di copie nella settimana di pubblicazione, la miglior prima settimana di vendita del 2005. The Massacre ha anche raggiunto la prima posizione della classifica di fine anno Billboard 200 Year-End del 2005.
X&Y della band britannica dei Coldplay è rimasta in vetta per tre settimane consecutive, diventando il loro primo album a raggiungere la vetta della classifica. I Coldplay sono gli unici artisti non americani a avere raggiunto la prima posizione della Billboard 200 per un numero multiplo di settimane sin da quando Shania Twain rimase al gradino più alto del podio per 5 settimane con Up!, così come la prima band britannica a riuscirci sin dai The Beatles che ci riuscirono nel 2000–2001 con 1.

## Billboard 200
| † | Indica l'album con le migliori prestazioni del 2005. |

| Data         | Album                                        | Artista            | Tot. sett. #1 | Unità vendute | Fonti  |
| ------------ | -------------------------------------------- | ------------------ | ------------- | ------------- | ------ |
| 1º gennaio   | Loyal to the Game                            | 2Pac               | 1             | 330.000       | [ 7 ]  |
| 8 gennaio    | Encore                                       | Eminem             | 4             | 430.000       | [ 8 ]  |
| 15 gennaio   | Encore                                       | Eminem             | 4             | 198.000       | [ 9 ]  |
| 22 gennaio   | American Idiot                               | Green Day          | 3             | 100.000       | [ 10 ] |
| 29 gennaio   | American Idiot                               | Green Day          | 3             | 100.000       | [ 11 ] |
| 5 febbraio   | The Documentary                              | The Game           | 2             | 587.000       | [ 12 ] |
| 12 febbraio  | Be as You Are (Songs from an Old Blue Chair) | Kenny Chesney      | 1             | 311.000       | [ 13 ] |
| 19 febbraio  | The Documentary                              | The Game           | 2             | 198.000       | [ 14 ] |
| 26 febbraio  | Seventeen Days                               | 3 Doors Down       | 1             | 231.000       | [ 15 ] |
| 5 marzo      | Genius Loves Company                         | Ray Charles        | 1             | 224.000       | [ 16 ] |
| 12 marzo     | O                                            | Omarion            | 1             | 182.000       | [ 17 ] |
| 19 marzo     | The Massacre †                               | 50 Cent            | 6             | 1.140.000     | [ 18 ] |
| 26 marzo     | The Massacre †                               | 50 Cent            | 6             | 771.000       | [ 19 ] |
| 2 aprile     | The Massacre †                               | 50 Cent            | 6             | 364.000       | [ 20 ] |
| 9 aprile     | The Massacre †                               | 50 Cent            | 6             | 329.000       | [ 21 ] |
| 16 aprile    | The Massacre †                               | 50 Cent            | 6             | 211.000       | [ 22 ] |
| 23 aprile    | The Massacre †                               | 50 Cent            | 6             | 165.000       | [ 23 ] |
| 30 aprile    | The Emancipation of Mimi                     | Mariah Carey       | 2             | 404.000       | [ 24 ] |
| 7 maggio     | ...Something to Be                           | Rob Thomas         | 1             | 252.000       | [ 25 ] |
| 14 maggio    | Devils & Dust                                | Bruce Springsteen  | 1             | 222.000       | [ 26 ] |
| 21 maggio    | With Teeth                                   | Nine Inch Nails    | 1             | 272.000       | [ 27 ] |
| 28 maggio    | Stand Up                                     | Dave Matthews Band | 1             | 465.000       | [ 28 ] |
| 4 giugno     | Mezmerize                                    | System of a Down   | 1             | 453.000       | [ 29 ] |
| 11 giugno    | Out of Exile                                 | Audioslave         | 1             | 263.000       | [ 30 ] |
| 18 giugno    | The Emancipation of Mimi                     | Mariah Carey       | 2             | 172.000       | [ 31 ] |
| 25 giugno    | X&Y                                          | Coldplay           | 3             | 737.000       | [ 32 ] |
| 2 luglio     | X&Y                                          | Coldplay           | 3             | 323.000       | [ 33 ] |
| 9 luglio     | X&Y                                          | Coldplay           | 3             | 181.000       | [ 34 ] |
| 16 luglio    | Somewhere Down in Texas                      | George Strait      | 1             | 245.000       | [ 35 ] |
| 23 luglio    | TP-3: Reloaded                               | R. Kelly           | 2             | 491.000       | [ 36 ] |
| 30 luglio    | TP-3: Reloaded                               | R. Kelly           | 2             | 139.000       | [ 37 ] |
| 6 agosto     | Now 19                                       | Artisti vari       | 2             | 436.000       | [ 38 ] |
| 13 agosto    | Now 19                                       | Artisti vari       | 2             | 236.000       | [ 39 ] |
| 20 agosto    | Fireflies                                    | Faith Hill         | 1             | 329.000       | [ 40 ] |
| 27 agosto    | Chapter V                                    | Staind             | 1             | 185.000       | [ 41 ] |
| 3 settembre  | Most Wanted                                  | Hilary Duff        | 2             | 208.000       | [ 42 ] |
| 10 settembre | Most Wanted                                  | Hilary Duff        | 2             | 101.000       | [ 43 ] |
| 17 settembre | Late Registration                            | Kanye West         | 2             | 860.000       | [ 44 ] |
| 24 settembre | Late Registration                            | Kanye West         | 2             | 283.000       | [ 45 ] |
| 1º ottobre   | The Peoples Champ                            | Paul Wall          | 1             | 176.000       | [ 46 ] |
| 8 ottobre    | Ten Thousand Fists                           | Disturbed          | 1             | 239.000       | [ 47 ] |
| 15 ottobre   | All Jacked Up                                | Gretchen Wilson    | 1             | 264.000       | [ 48 ] |
| 22 ottobre   | All the Right Reasons                        | Nickelback         | 1             | 317.000       | [ 49 ] |
| 29 ottobre   | Unplugged                                    | Alicia Keys        | 1             | 196.000       | [ 50 ] |
| 5 novembre   | I Am Me                                      | Ashlee Simpson     | 1             | 220.000       | [ 51 ] |
| 12 novembre  | #1's                                         | Destiny's Child    | 1             | 113.000       | [ 52 ] |
| 19 novembre  | Now 20                                       | Artisti vari       | 2             | 378.000       | [ 53 ] |
| 26 novembre  | The Road and the Radio                       | Kenny Chesney      | 1             | 470.000       | [ 54 ] |
| 3 dicembre   | Confessions on a Dance Floor                 | Madonna            | 1             | 350.000       | [ 55 ] |
| 10 dicembre  | Hypnotize                                    | System of a Down   | 1             | 320.000       | [ 56 ] |
| 17 dicembre  | Now 20                                       | Artisti vari       | 2             | 158.000       | [ 57 ] |
| 24 dicembre  | Curtain Call: The Hits                       | Eminem             | 2             | 441.000       | [ 58 ] |
| 31 dicembre  | Curtain Call: The Hits                       | Eminem             | 2             | 323.700       | [ 59 ] |

Note:
1. ↑  Ha raggiunto il numero uno anche nel 2004
2. ↑  Ha raggiunto il numero uno anche nel 2004